# Bai Yulu
Bai Yulu (chinesisch 白雨露, Pinyin Bái Yǔlù; * 10. Juli 2003 in Weinan) ist eine chinesische Snookerspielerin aus Dongguan. Sie ist zweimalige Weltmeisterin der Frauen und Teilnehmerin an der Profitour seit der Saison 2024/25.

## Karriere
Der Vater von Bai Yulu besaß einen eigenen Billardtisch, an dem auch sie zu spielen begann. Als sich ihr Talent zeigte, bezahlte er ihr Unterricht und sie kam in eine Gruppe, die unter anderem vom Ex-Profi Pang Weiguo betreut wurde. Sie trainierte meist mit männlichen Jugendlichen und spielte bei Jungenturnieren, weil es nur wenige Mädchen und Mädchenturniere in China gab. Die Juniorenweltmeisterschaft der Frauen 2017 in Peking war ihr erstes großes internationales Turnier und sie erreichte auf Anhieb das Halbfinale. Im Jahr darauf in Jinan kam sie ins Finale und unterlag Mink Nutcharut mit 2:4. 2019 dominierte sie die U21-WM und besiegte alle Gegnerinnen inklusive Nutcharut im Finale ohne einen einzigen Frame abzugeben.
Sie trat darüber hinaus aber auch bei Erwachsenenturnieren an, so 2018 als 15-Jährige bei der Amateurweltmeisterschaft der Frauen in Myanmar. Sie gewann unter anderem gegen Vidya Pillai und Diana Stateczny und verlor erst im Achtelfinale gegen Baipat Siripaporn. Beim Frauenturnier der Asienmeisterschaft schaffte sie es 2019 ins Finale, das sie nur knapp gegen Ng On Yee verlor. Die COVID-19-Pandemie unterbrach danach allerdings das Amateursnooker und wegen der restriktiven Politik in China waren einheimische Spieler und Spielerinnen besonders eingeschränkt.
Es dauerte bis 2023, bis Bai wieder bei internationalen Turnieren antrat. Bei der Weltmeisterschaft der WWS stand sie kurz vor dem Gewinn des wichtigsten Frauentitels, nachdem sie im Halbfinale die Rekordweltmeisterin Reanne Evans besiegt hatte. Das Endspiel gegen Siripaporn verlor sie dann aber mit 3:6. Damit vergab sie auch die Chance, sich für die internationale Profitour zu qualifizieren. Anschließend holte sie sich aber die Asienmeisterschaft als ersten großen Titel im Erwachsenensnooker. Sie schloss sich der Frauentour der WWS an und gewann im Mai mit den British Open ihr erstes Turnier mit einem Finalsieg gegen Evans. Bei der UK Championship gab es dasselbe Finale, diesmal siegte die Engländerin. Gegen Jahresende trat sie erneut bei der Amateurweltmeisterschaft an. Auch hier erreichte sie das Finale. Sie gewann mit 4:0 gegen Ng On Yee und wurde Weltmeisterin.
2024 trat Bai zum zweiten Mal bei der WWS-Weltmeisterschaft an und erreichte erneut das Endspiel. Durch einen 6:5-Sieg über Mink Nutcharut sicherte sie sich den Titel und qualifizierte sich somit für die Spielzeiten 2024/25 und 2025/26 der World Snooker Tour.
Im November 2024 konnte sie als erste Frau durch Siege gegen Farakh Ajaib, Jamie Jones und Scott Donaldson bei der UK Championship 2024 die Runde der Letzten 48 eines Triple-Crown-Turniers erreichen, wo sie gegen Jack Lisowski verlor. Es waren gleichzeitig auch ihre ersten Siege auf der Profitour. Zwei weitere Matches gewann sie beim Shoot-Out und beim German Masters. Dort spielte sie mit einem 128er-Break auch ihr erstes Century in einem Turnier der World Snooker Tour. Es war das zweithöchste Break einer Spielerin in einem Ranglistenturnier nach einer 133 von Allison Fisher im Jahr 1992. Mit diesen Ergebnissen war sie nach einem Jahr auch die erfolgreichste weibliche Teilnehmerin auf der Profitour.
Ende Mai 2025 fand erneut die WWS-Weltmeisterschaft statt und es kam zu einer Wiederholung des Vorjahresfinals. Diesmal gewann sie mit 6:4 gegen Nutcharut und verteidigte erfolgreich ihren Titel.